# Renán Calle
Renán Calle (Sushufindi, 8 settembre 1976) è un ex calciatore ecuadoriano, di ruolo difensore.

## Palmarès

### Club

#### Competizioni nazionali
- Campionato ecuadoriano: 2

LDU Quito: 2007, 2010

#### Competizioni internazionali
- Coppa Libertadores: 1

LDU Quito: 2008
- Recopa Sudamericana: 2

LDU Quito: 2009, 2010
- Coppa Sudamericana: 1

LDU Quito: 2009